# Poison (Final Fight)
Poison (ポイズン, Poizun) est un personnage de fiction dans les séries de jeux vidéo Final Fight et Street Fighter. Créée par Akira Yasuda pour Capcom, Poison apparut d'abord dans Final Fight aux côtés d'un personnage similaire, Roxy, puis dans des produits de la franchise Street Fighter. Elle est doublée par Atsuko Tanaka dans la série Street Fighter III, et Masae Yumi en SNK vs. Capcom: SVC Chaos.

## Histoire
Poison apparaît dans Final Fight en tant que membre du groupe, Mad Gear, alors combattu par Guy, Cody et Haggar. Lors de la localisation du jeu aux États-Unis, Capcom anticipe la levée de boucliers quant au fait de combattre une femme, et fait de Poison un homme avec un physique féminin. Après la série Final Fight, elle apparaît plus tard aux côtés du lutteur Hugo, agissant en tant que manager, pour le développement de leur propre ligue de catch. Poison était aussi apparu dans Capcom Fighting All-Stars et Final Fight: Streetwise, mais ce dernier a été annulé.
Elle apparaît de nouveau en tant que personnage jouable dans le cross-over Street Fighter X Tekken, toujours armée d'une cravache. On la retrouve comme nouveau personnage dans Ultra Street Fighter 4.

## Genre
En raison de la délicate localisation de Final Fight aux États-Unis[pas clair], le genre de Poison a longtemps été débattu.

## Liaison externes
- « Poison »(Archive.org • Wikiwix • Archive.is • Google • Que faire ?) (consulté le 14 avril 2013) en WikiKnowledge (en)